# عطر السيدة ذات الرداء الأسود (رواية)
عطر السيدة ذات الرداء الأسود (بالفرنسية: Le Parfum de la dame en noir) هي رواية غموض للكاتب الفرنسي غاستون ليرو، صدرت في عام 1908. 
وهي الرواية الثانية من سلسلة الروايات التي يظهر فيها المحقق الخيالي جوزيف رولتابي، وسبقته رواية لغز الغرفة الصفراء. 

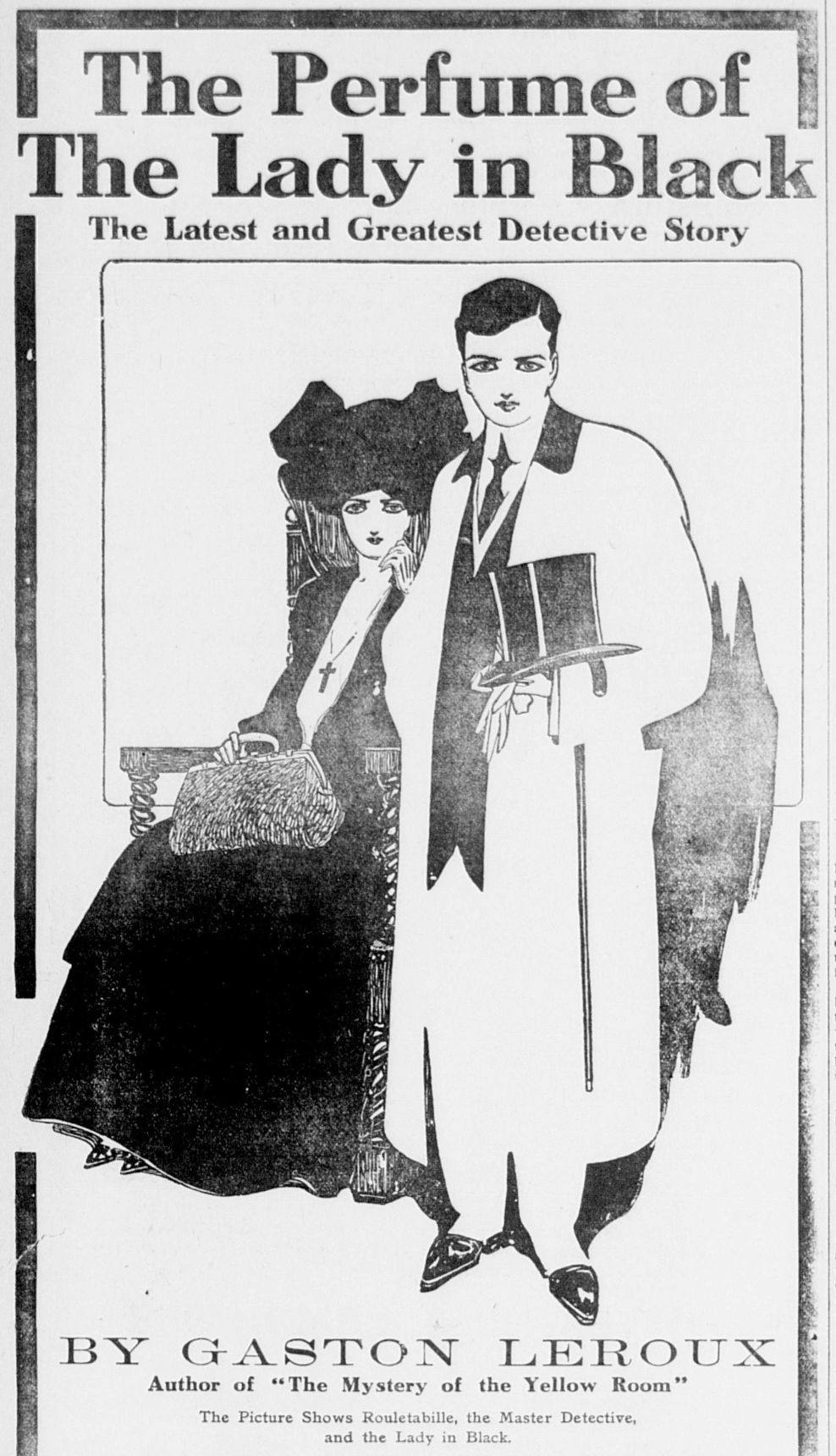
إعلان عن الرواية نُشر في مجلة "كورييه غازيت" في 1 مارس 1910

## الاقتباسات
تم تحويل الرواية إلى أفلام سينمائية تحمل نفس الاسم، هي:
- عطر السيدة ذات الرداء الأسود - فيلم 1931
- عطر السيدة ذات الرداء الأسود - فيلم 1949
- عطر السيدة ذات الرداء الأسود - فيلم 2005